# A Igreja de Auvers
A Igreja de Auvers (fr.: L'Église d'Auvers-sur-Oise) é uma obra do pintor holandês Vincent van Gogh concluída em 5 de junho de 1890. A obra retrata a Place de l'Eglise, em Auvers-sur-Oise, um vilarejo perto de Paris, França. Atualmente está exposta no Museu de Orsay, em Paris.
A obra é uma paisagem de um vilarejo perto de Paris, chamado Auvers-sur-Oise. Van Gogh viveu no local em seus três últimos meses de vida após ficar internado por um ano em uma instituição em Saint-Rémy. O pintor se mudou para o vilarejo para ficar mais perto de seu médico, o doutor Paul Gachet. O médico era homeopata e havia sido recomendado por Camille Pissarro. Em Auvers-sur-Oise, o pintor concebeu 77 obras, algumas de suas mais importantes, como Retrato de Dr. Gachet. Há também obras inacabadas, como Fazenda Perto de Auvers.
« A construção parece violácea contra um céu de um azul profundo e simples de cobalto puro, as janelas de vitral parecendo como manchas azuis ultramar, o todo é violeta e em parte alaranjado. No primeiro plano, um pouco de verdura florida e areia ensolarado rosa. »
Vincent Van Gogh, A igreja de Auvers-Sur-Oise, óleo sobre tela, 94x74cm, 1890. Conservada no Musée d’Orsay, em Paris, França.
Assim descreve o próprio Van Gogh a tela denominada Igreja de Auvers-sur-Oise em carta de 1890 à sua irmã, Willemina.
A criação gótica do século XIII ocupa a tela de maneira imponente, enquadrada pelo verde vibrante e pelo céu azul cobalto que domina quase toda a composição caracterizada por pinceladas de tons mais escuros sobre superfícies uniformes de cores mais claras, criando uma superposição de elementos cromáticos. Se seguirmos o caminho que serpenteia em frente à igreja, podemos ver à esquerda, uma mulher que se distancia em direção a algumas árvores longínquas, com fragmentos de telhados entre estas, evocando um vilarejo. O ponto de vista da composição é ligeiramente elevado e o ponto de fuga leva o olhar do espectador à união dos caminhos de areia.
Quanto ao tema, este se aproxima de obras anteriores do artista, da época em que ele vivia com seus pais em Nuenen, Países Baixos. Trata-se duas telas do ano de 1884: A saída da igreja de Nuenen, conservada no Museu Van Gogh, em Amsterdã, e A torre da velha igreja de Nuenen, desaparecida desde que foi furtada do mesmo museu, em 2002.
O tema da igreja, tratado várias vezes, poderia ter sido influenciado pela vida pastoral de seu pai e sua tentativa fracassada em seguir carreira religiosa. Após seu período parisiense entre 1886 e 1888, o pintor havia abandonado o tema, retomado ao fim de sua estada no hospital de doenças mentais de Saint-Rémy de Provence. Na carta à sua irmã, mencionada no inicio do texto, ele diz:
« É quase a mesma coisa que os estudos que eu fiz em Nu[e]nen da velha torre no cemitério, somente que agora a cor é mais expressiva, mais suntuosa. »
Tomado de nostalgia do norte, essas imagens voltam à sua mente, com diferenças claras de execução, como mencionado pelo próprio artista. Além das cores, os pontos de vista também são diferentes. A igreja de Auvers é tratada a partir da cabeceira, enquanto que nas obras mais antigas, a construção de Nuenen é vista do cemitério e as cores escuras conferem um ar bem mais sombrio e contido.
Inclusive, foi depois do seu período parisiense, entre 1886 e 1888, que Van Gogh abandonou o preto e o marrom e começou a explorar a cromatização intensa que se tornaria uma de suas marcas registradas. Na pintura em questão, não existe uma grande abundância de tons vibrantes, porém, aqueles que os são, azul, verde e laranja, dominam boa parte da composição. O cobalto do alto da tela, mais escuro perto dos limites desta, aliado à suas pinceladas retorcidas, conferem ao céu um ar denso, pesado e tempestuoso. Talvez, um reflexo do estado psicológico do artista, que apesar de uma aparente melhora e, finalmente, um tímido início de reconhecimento no meio artístico, se suicidará um mês após a pintura dessa obra.
Inclusive, um dos traços marcantes de Van Gogh é essa exasperação presente visualmente em suas obras, caracterizada por pinceladas dramáticas, marcantes e rápidas, cores vibrantes, além de formas sinuosas que evocam o movimento e a atmosfera inconstante digna de um sonho. Em suas criações, as cores abundantes não são necessariamente a tradução de alegria, mas de euforia e desespero próprios à loucura.
Essa pintura, junto a outras desse período de cerca de dois meses de criação intensa em Auvers-sur-Oise, totalizando 70 obras – ou seja, mais de uma por dia – podem ser vistos como os últimos esforços expressivos e inconscientes do artista antes de sua morte.
Van Gogh, artista que vendeu somente uma obra durante sua vida e sobrevivia à custa de seu irmão Theo, marchand em Paris, será a origem da figura do « artista maldito ». A expressão é usada para descrever a visão romantizada do artista sofredor que vive para sua arte sem ser admirado pelo público, caso relativamente pouco frequente entre os grandes nomes da arte.
Inspirado pelos impressionistas e pontilistas, alguns dos quais teve contato em seu período parisiense, ele influenciará, por sua vez, os fauvistas, será grandemente admirado pelos expressionistas, especialmente Kirchner e os artistas do grupo Die Brücke (A ponte), mas também por Kandinsky e os pintores do Der Blaue Reiter (O Cavaleiro Azul).
Atualmente, o artista, sua obra e lenda fazem parte da cultura pop – sendo frequentemente lembrado por sua loucura e pela automutilação da orelha esquerda, teoria recentemente colocada em dúvida. Seu renome é tão grande a ponto de que referências ao personagem apareçam em programas de televisão – por exemplo, Os Simpsons – sendo exatamente a mesma pintura tratada nesse texto, o ponto de partida da aventura da vez no episódio Vincent e o Doutor, na série Doctor Who.

Vincent Van Gogh, Autorretrato com a orelha cortada, óleo sobre tela, 60,5x50cm, 1889. Conservado na The Courtald Gallery, em Londres, Inglaterra.
'.

## Galeria

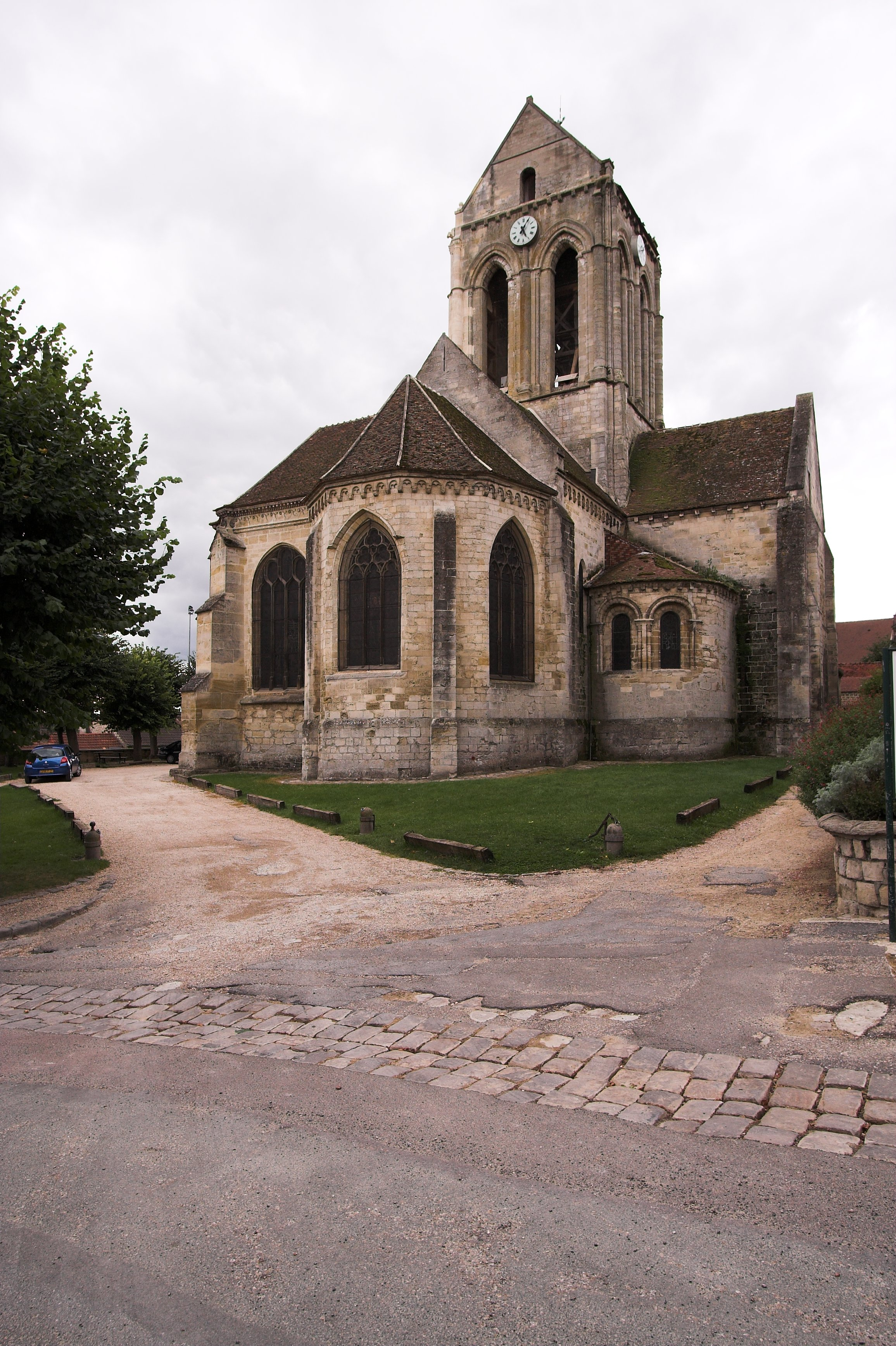
Igreja de Auvers-sur-Oise
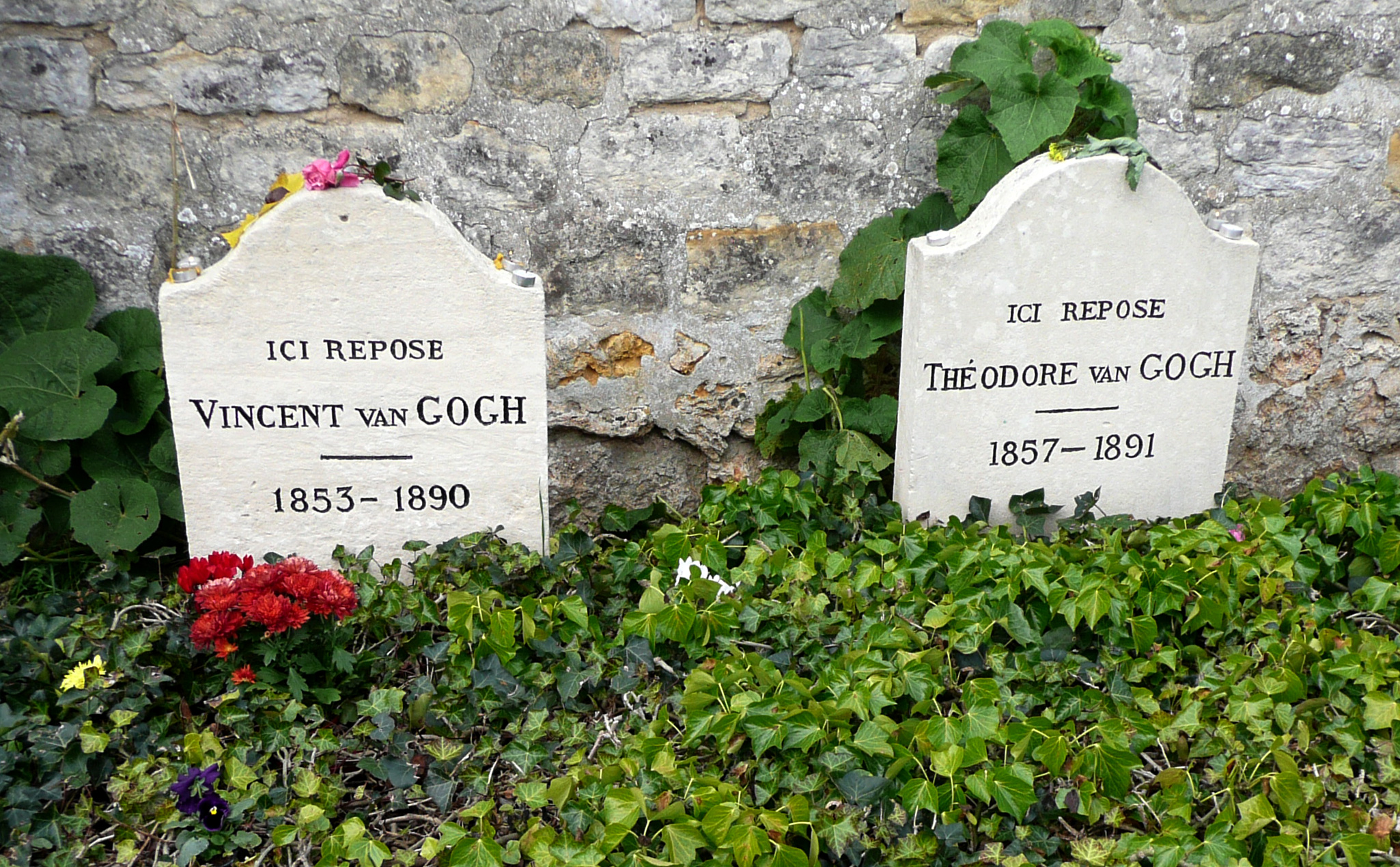
Túmulos de Vicent e Théo van Gogh em Auvers-sur-Oise